# Linienstrasse
Linienstrasse, tysk stavning: Linienstraße, är en omkring 2 kilometer lång öst-västlig gata i stadsdelen Mitte i centrala Berlin. Den löper parallellt med Torstrasse, ett kvarter söder om denna.

## Historia
Linienstrasse anlades omkring 1705, då en circumvallationslinje anlades från Oranienburger Strasse till Grosse Frankfurter Strasse. Längs denna sträckning uppfördes senare Berlins tullmur. Den till en början så gott som obebyggda gatan gick omedelbart innanför tullmuren, och kallades då enbart "Linie", men fick 1821 officiellt namnet Linienstrasse. Bland kända personer som bott här finns bland andra författaren Julius von Voss och motståndskämpen Margarete Kaufmann. 
Sedan 2008 är Linienstrasse cykelfartsgata.

## I fiktion
I Theodor Fontanes roman Der Stechlin (1898) omnämner fru von Gundermann, som är Berlinbo från de nordöstra förstäderna och har en nyrik man, att hon en gång bott i trakten kring Linienstrasse. 
I Alfred Döblins roman Berlin Alexanderplatz (1929) bor huvudpersonen Franz Biberkopf under en period vid Linienstrasse.

## Byggnader
I Margarete Kaufmanns tidigare hus, där en minnestavla finns på fasaden, ligger sedan 1994 Museum der Stille.
I nummer 47 grundade under slutet av 1800-talet socialreformatorn Lina Morgenstern ett soppkök. 
Stora delar av bebyggelsen är idag byggnadsminnesmärkt, bland annat Israelitische Krankenheim, den katolska S:t Adalbert-kyrkan från 1932, pantbanksbyggnaden Königliche Leihamt från 1847, Brandstationen Stettin, som är Berlins äldsta bevarade brandstation, uppkallad efter Stettiner Bahnhof i närheten, hantverkargården på nummer 155 och Volkshochschule Berlin-Mitte (idag lokal för bland annat Kleines Theater Berlin-Mitte).
Vid Linienstrasse ligger också Alter Garnisonfriedhof, grundad 1706, som är en av Berlins äldsta bevarade begravningsplatser som bevarats. Grannhuset nummer 206 är sedan 1990 ockuperat.
Nummer 227 är Volksbühnes bakre entré, där teaterkantinen ligger.